# Авиационная бомба

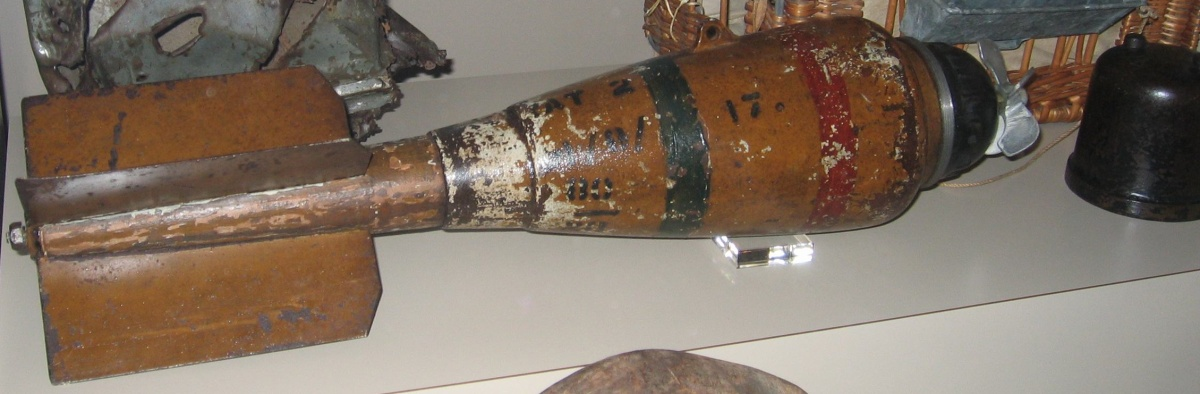
20-фунтовая (9,1 кг) авиабомба с медным корпусом времён Первой Мировой войны

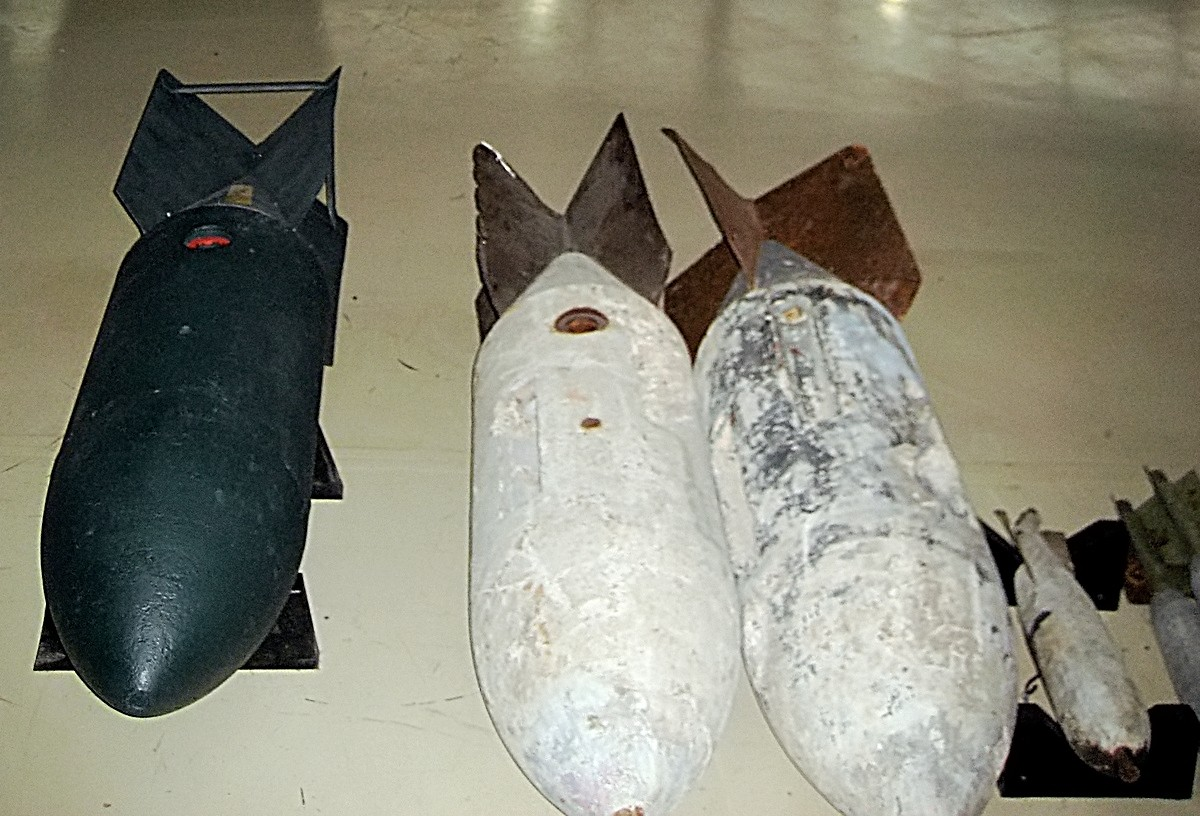
Немецкие авиабомбы времён Второй Мировой войны, слева — боевая, справа — бетонные учебные (калибров 250 и 50 кг)

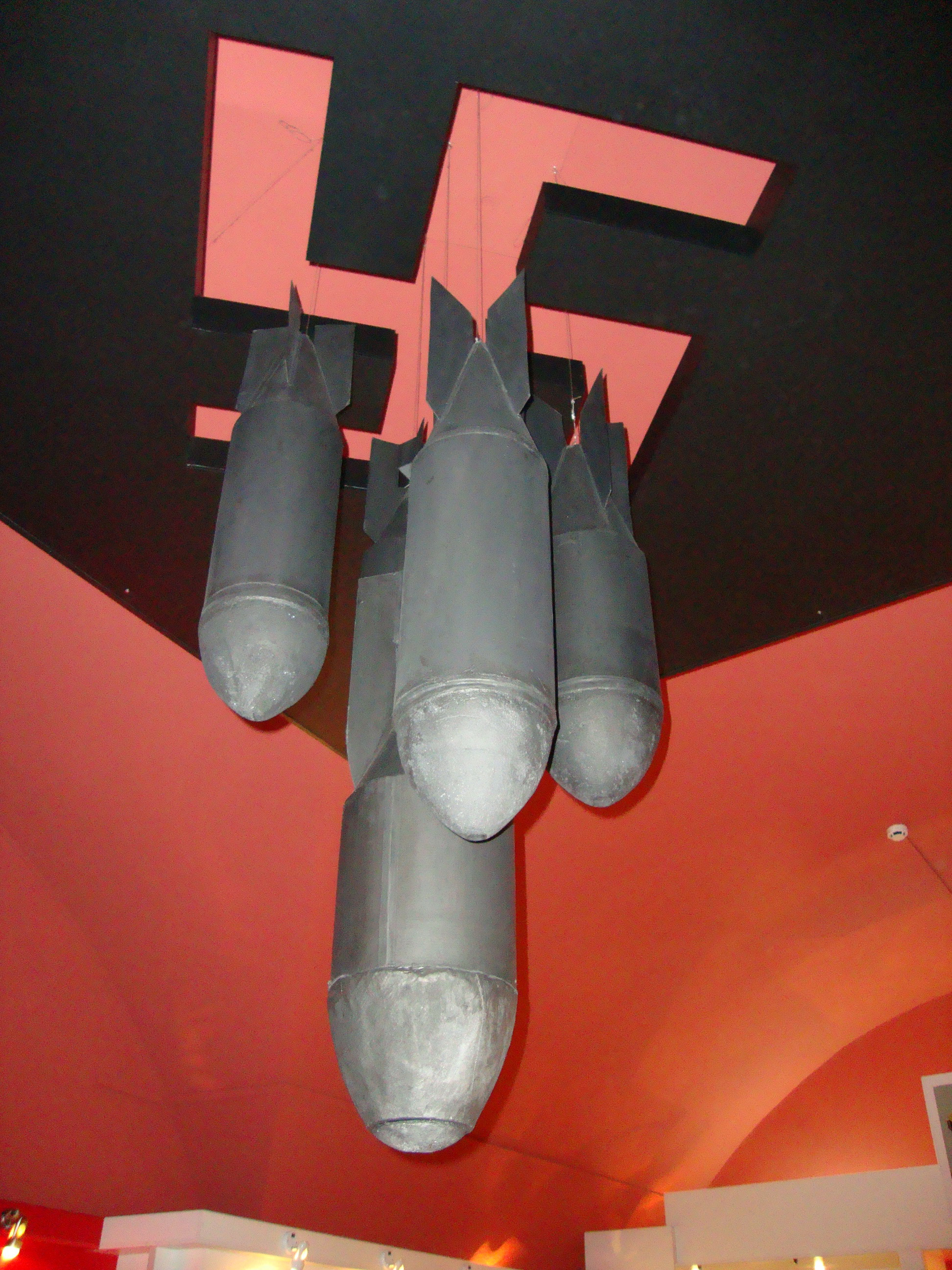
Немецкие авиабомбы времён Второй Мировой войны

Авиационная бомба или авиабомба — один из основных видов авиационных средств поражения (АСП). 
Авиационная бомба сбрасывается с самолёта или другого летательного аппарата, отделяясь от держателей под действием силы тяжести или с небольшой начальной скоростью (при принудительном отделении). В некоторых источниках встречается словосочетание неуправляемая и управляемая бомбы.

## История
К началу Первой мировой войны ни одно государство мира не имело серийных более или менее эффективных авиационных бомб как таковых. Тогда бомбами или бомбочками в обиходе называли также ручные гранаты и винтовочные (ружейные) гранаты. При этом выражение «аэропланная бомба» первоначально означало, собственно, тяжёлую ручную гранату, которую сбрасывали с аэропланов лётчики. Часто в качестве авиационных бомб использовали артиллерийские снаряды калибра 75 мм и выше. Но к концу Великой войны в Англии, Франции, Германской и Российской Империях были созданы достаточно эффективные осколочные, фугасные, бронебойные, химические и дымовые бомбы. Эти бомбы снабжались крыльевыми или кольцевыми стабилизаторами и имели вполне современный вид.

## Классификация
- по назначению:
  - основные — предназначенные непосредственно для поражения целей;
  - вспомогательные — создающие ситуацию, способствующую решению основной боевой задачи или предназначенные для решения задач учебно-боевой подготовки войск[2]

К вспомогательным относятся в частности следующие авиабомбы: дымовые, осветительные, фотоавиабомбы (осветительные для ночного фотографирования), дневные (цветного дыма) и ночные (цветного огня) ориентирно-сигнальные, ориентирно-морские (создают цветное флюоресцентное пятно на воде и цветной огонь), агитационные (снаряжены пропагандистскими материалами), практические (для учебного бомбометания — не содержат взрывчатого вещества или содержат очень малый его заряд; не содержащие заряда практические авиабомбы чаще всего изготовляются из цемента) и имитационные (имитируют ядерную авиабомбу). (В государствах-членах НАТО ориентирно-сигнальные и ориентирно-морские авиабомбы имеют общее название маркерных.)
- по типу действующего материала — на обычные (неядерные), ядерные и термоядерные, химические, токсинные, бактериологические (свободнопадающие авиабомбы, снаряжённые болезнетворными вирусами или их носителями, также относятся к категории бактериологических, хотя, строго говоря, вирусы не являются бактериями);
- по характеру поражающего воздействия:
  - осколочные (поражающее действие преимущественно осколками);
  - осколочно-фугасные, поражающие осколками и фугасным и бризантным действием, — на Западе такие боеприпасы называются бомбами общего назначения;
  - фугасные, поражающие фугасным и бризантным действием;
  - проникающие фугасные (они же фугасные толстостенные, они же (западное обозначение) «сейсмические бомбы» (бризантным действием)), — проникающие под землю на определённую глубину и взрывающиеся уже там;
  - бетонобойные (на Западе такие боеприпасы называются полубронебойными) инертные (не содержат взрывной заряд), поражающие атакуемый объект только за счёт своей кинетической энергии);
  - бетонобойные разрывные (кинетической энергией и бризантным действием), — кинетическая энергия используется только для проникновения внутрь атакуемого объекта путем пробития бетонных перекрытий, основное же разрушающее действие оказывает взрывом своего взрывного заряда;
  - бронебойные разрывные, — имеющие сравнительно прочный корпус, для проникновения в атакуемый объект (например корабль) посредством пробития его брони за счет накопленной во время падения кинетической энергии, заброневое же воздействие осуществляется бризантным действием взрывного заряда;
  - бронебойные кумулятивные — как любой кумулятивый боеприпас, поражают атакуемые объекты кумулятивной струёй;
  - бронебойно-осколочные/кумулятивно-осколочные (кумулятивной струёй и осколками), — оказывают заброневое действие на атакуемый объект объект кумулятивной струей, осколками внутренней части брони или пробивающими броню осколками своего корпуса;
  - бронебойные на основе принципа «ударного ядра», — авиабомбы поражающие атакуемый объект бронебойным сердечником, сделанным из обедненного урана;
  - зажигательные — бомбы с зарядом легковоспламеняющегося горючего вещества, поджигаемого специальным взрывателем, и создающие очаги пожаров или зарядом, при подрыве которого создается высокотемпературная область, в которой происходит возгорание горючих материалов;
  - фугасно-зажигательные — авиабомбы сочетающие фугасное (бризантное) и зажигательное действие;
  - осколочно-фугасно-зажигательные — авиабомбы сочетающие осколочное, фугасное (бризантное) и зажигательное действие (зажигательное действие может оказываться и за счет разогрева (в результате взрыва) осколков до температуры каления);
  - зажигательно-дымовые — зажигательная бомба помимо основного (зажигательного) действия, создает задымление местности;
  - химические и токсинные — авиабомбы, снаряженные зарядами различных боевых отравляющих веществ;
  - отравляюще-дымовые (официально эти бомбы назвались «курящиеся авиационные бомбы ядовитого дыма») — заодно с отравляющим действием задымляют местность (атакуемый объект);
  - осколочно-отравляющие/осколочно-химические (осколками и отравляющим веществом);
  - микробиологические (инфекционного действия, бактериологические) — разбрасывающие на местности непосредственно болезнетворные микроорганизмы (как правило в виде спор) или носителей (наиболее часто: насекомых и мелких грызунов);
  - обычные ядерные (вначале назывались атомными) и термоядерные бомбы (первоначально в СССР их назвали атомно-водородными) традиционно выделяются в отдельную категорию не только по действующему материалу, но и по поражающему воздействию, хотя, строго говоря, их следует считать фугасно-зажигательными (с поправкой на дополнительные поражающие факторы ядерного взрыва — радиоактивное излучение и радиоактивные осадки) сверхбольшой мощности. Однако существуют и «ядерные бомбы усиленной радиации» — у них главным поражающим фактором является уже проникающая радиация, а именно образующийся при взрыве поток быстрых нейтронов (в связи с чем такие ядерные бомбы получили обиходное название «нейтронных»).
  - также в отдельную категорию выделяют объёмно-детонирующие бомбы (известны также как бомбы объёмного взрыва, термобарические, вакуумные и топливные).
- по характеру атакуемой цели — например, противобункерные (Bunker Buster)[3], противолодочные, противотанковые и мостовые авиабомбы (последние предназначались для действия по мостам и виадукам);
- по калибру (массе), выражаемому в килограммах или фунтах (для неядерных бомб) либо мощности, выраженной в килотоннах или мегатоннах тротилового эквивалента (для ядерных бомб).

Следует отметить, что калибр неядерной бомбы — это не её фактическая масса, а соответствие габаритам некоего стандартного боеприпаса, коим обычно принимается свободно падающая фугасная авиабомба того же калибра. Расхождение между калибром и массой может быть весьма большим — например, осветительная авиабомба САБ-50-15 имела калибр 50 кг при массе всего 14,4-14,8 кг. С другой стороны — проникающая фугасная авиабомба ФАБ-1500-2600ТС (ТС — «толстостенная») имеет калибр 1500 кг при фактической массе до 2600 кг;
- По конструкции боевой части — на моноблочные, модульные и кассетные (первоначально последние именовались в СССР «ротативно-рассеивающими авиационными бомбами»/РРАБ).
- по управляемости — на неуправляемые (свободнопадающие, по западной терминологии — «гравитационные» — и планирующие) и управляемые (также корректируемые).

### Российская (советская) классификация авиабомб
Некоторые современные классы и подклассы авиабомб (согласно российской классификации):

| Основного назначения - ФАБ — фугасная - БетАБ (также — БЕТАБ) — бетонобойная - ЗАБ — зажигательная - ОДАБ — объемно-детонирующая - КАБ — корректируемая - РБК — разовая бомбовая кассета | Вспомогательные и специальные - САБ — светящаяся (осветительная) - ФотАБ (также — ФОТАБ) — авиабомба для подсветки ночной аэрофотосъемки в видимом диапазоне - АФП — авиационный фотопатрон (по выполняемой задаче аналогичен ФотАБ) - ДАБ — дымовая - НОСАБ — ночная ориентирно-сигнальная - ДОСАБ — дневная ориентирно-сигнальная - ОМАБ-Н — ориентирно-морская ночная - ОМАБ-Д — ориентирно-морская дневная - ПАБ, П — практическая - ИАБ — имитационная (ядерной авиабомбы) - АгитАБ (также — АГИТАБ) — агитационная |

## Основные характеристики авиабомб
- Калибр — номинальная масса авиабомбы с установленными геометрическими размерами, выраженная в килограммах или фунтах (в России и СССР до начала 1930-х гг. — в пудах). Для авиабомб СССР и России калибр указывается в условном обозначении бомбы после наименования типа.
- Коэффициент наполнения — отношение массы снаряжения (взрывчатого вещества) к полной массе бомбы. Он изменяется в интервале от 0,058 (БрАБ-200ДС) — 0,069 (АО-10сч обр. 1940 г.) до 0,83 (GBU-43/B). Наибольший коэффициент наполнения у фугасных бомб поверхностного взрыва, наименьший — у реактивных (с ракетным ускорителем) бронебойных и осколочных.
- Аэродинамические характеристики авиабомбы, определяются её баллистическим коэффициентом. В СССР и России эталонной характеристикой определяющей этот коэффициент, принято значение характеристического времени падения авиабомбы — время падения авиабомбы, сброшенной в горизонтальном полёте носителя на скорости 40 м/с (144 км/ч) и высоте 2000 метров.
- Показатели эффективности поражения авиабомб:
  - частные — определяющие конкретный характер ущерба для цели: радиус и глубина воронки взрыва, толщина пробиваемой бомбой брони, радиус осколочного поражения, площадь зоны поражения для фугасных бомб и др.
  - обобщённые — определяющие необходимое количество попаданий в цель для его уничтожения или вывода из строя на заданное время, приведённую площадь поражения и так далее.
- Эксплуатационные характеристики — диапазон условий применения авиабомб: минимальные и максимальные значения скорости, высоты, угла пикирования и времени полёта; условия хранения, транспортировки, объём подготовки к боевому применению и так далее.

## Устройство авиационных бомб
Основная статья: Авиационное вооружение, раздел «Авиационные бомбы и взрыватели»

## Подвеска авиационных бомб
Первоначально авиационные боеприпасы брались пилотом или другими членами экипажа в кабину, и просто руками выбрасывались при полёте над целью. В дальнейшем стали применяться различные бомбодержатели — дистанционно управляемые устройства для подвески бомбы, обладающие штатной функцией освобождения удерживаемых ими бомб, за счет чего и происходил сброс.
При расположении боеприпасов внутри фюзеляжа («внутренняя подвеска») конструктивно предусматриваются специальные отсеки вооружения (грузовые отсеки), закрываемые в полёте створками. Внутри такого отсека, как правило, находятся кассетные бомбодержатели (КД), представляющие собой раму с направляющими, электрозамками, механизмами подъёма грузов, цепями блокирования и сброса, и т. д. На каждую кассету может подвешиваться несколько авиабомб в ряд. Также достаточно широко применяются различные контейнеры, которые снаряжаются боеприпасами на земле специально обученными людьми и поднимаются в грузоотсек уже полностью готовыми к боевому применению. В грузоотсеке могут находиться и другие виды держателей и различных устройств для перевозки и применения различных грузов — балочные держатели, катапультные устройства и др.
При расположении боеприпасов снаружи на конструкции самолёта («внешняя подвеска») часто применяются универсальные многозамковые балочные держатели (МБД). Например, конструкция балочного держателя МБД3-У9 позволяет подвесить на него до девяти бомб калибра 250 кг группами по три единицы. Также специализированные балочные держатели применяются для подвески ракетного оружия.
Процесс подвески авиабомб и иных грузов часто механизирован. Широко применяются лебёдки с ручным или электрическим приводом — в последнем случае для централизованного управления стандартными электролебёдками Бл-56 используется мобильный пульт управления на базе тележки ТСУЛ-56.
Необходимо отметить, что чем больше летательный аппарат, тем более гибко и универсально его боевое применение, допускающее множество комбинаций (вариантов загрузки) различными типами авиационных средств поражения (АСП). В отечественной авиации имеются машины, в которых предусмотрено до 300 различных вариантов загрузки, в зависимости от особенностей каждой конкретной задачи.
- Бомбовый отсек
- Узел подвески вооружения

## «Самые-самые» среди авиабомб

### Авиабомбы обычного снаряжения

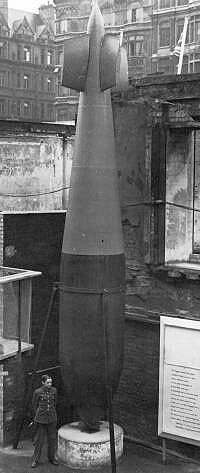
Grand Slam

- ПТАБ-2,5-1,5 — самая массовая авиационная бомба СССР в годы Великой Отечественной войны.
- ФАБ-100 — основная авиационная бомба СССР в годы Великой Отечественной войны.
- ОФАБ-250-270 — самая массовая авиационная бомба в военной авиации современной России.  Архивная копия от 8 сентября 2009 на Wayback Machine
- ФАБ-5000НГ (НГ — от Нисон Гельперин, главный конструктор бомбы; нештатное дополнение к индексу ФАБ-5000 было принято по личному указанию И. В. Сталина)— наиболее мощная и тяжёлая авиационная бомба СССР периода Великой Отечественной войны.  Архивная копия от 1 мая 2010 на Wayback Machine
- ФАБ-9000М-54 — наиболее тяжёлая (вместе с бронебойной БрАБ-9000) и мощная неядерная авиационная бомба в СССР.
- Grand Slam («Большой хлопо́к») — наиболее мощная (из неядерных) и тяжёлая (9979 кг) авиационная бомба Второй Мировой войны.
- GBU-43/B Massive Ordnance Air Blast (MOAB) — «Массивный боеприпас ударной волны», распространённый бэкроним: Mother Of All Bombs — «Мать всех бомб»; является самой мощной неядерной авиационной бомбой в мире (масса взрывчатого вещества — 8480 кг), доведенной до поступления на вооружение. Также являлась самой тяжёлой (9500 кг) управляемой авиационной бомбой в мире до поступления на вооружение GBU-57 и остается самой мощной из таких бомб[4]. Впервые применена в боевых условиях 13 апреля 2017 года[5].
- GBU-57 Massive Ordnance Penetrator (MOP) — «Массивный боеприпас-взламыватель» — самая тяжелая (13609 кг) неядерная авиационная бомба в истории, доведенная до принятия на вооружение (первая партия из 20-ти бомб поставлена Воздушным Силам Соединенных Штатов в ноябре 2011 г.). Также самая тяжёлая управляемая авиационная бомба в мире.
- T-12 Cloudmaker («Создающий облака») — самая тяжёлая (калибр — 43 600 фунтов или 19 777 кг) неядерная (фугасная) авиационная бомба в истории. Её корпус был использован для изготовления «урановой сверхбомбы» Mk.18 и термоядерной авиабомбы Mk.17[6].
- ОДАБ-9000 («Кузькин отец», «Папа всех бомб») — объёмно-детонирующая авиационная бомба повышенной мощности. Считается наиболее мощным неядерным боеприпасом в мире (44000 кг тротилового эквивалента)[7].
- ХБ-2000 — самая тяжёлая химическая авиационная бомба в истории.
- GBU-44/B Viper Strike[англ.] («Удар Гадюки») — самая маленькая (19 кг) серийная управляемая авиационная бомба в мире.
- Small Tactical Munition (STM) Pyros («Поджигатель»)— самая маленькая (6,13 кг) управляемая авиационная бомба, доведённая до готовности к поставке[8][9].
- Shadow Hawk («Призрачный Ястреб»)— самая маленькая (5 кг) управляемая авиационная бомба в мире[9].
- АО-8м6сч-фс — самая маленькая (6,67 кг) фугасная авиационная бомба в истории.
- BLU-39 (химическая) — самая маленькая (около 82 граммов) авиационная бомба в истории, доведённая до принятия на вооружение.
- Bat bomb («Мышиная бомба», зажигательная) — самая маленькая (17 граммов) авиационная бомба в истории (выпускалась опытной серией, на вооружение не поступила). Предполагалось, что носителями этих бомб будут сбрасываемые с самолётов в специальных самораспаковывающихся контейнерах летучие мыши.

### Ядерные авиабомбы
- «Малыш» (англ. Mk.I «Little Boy») — первая ядерная бомба, сброшенная на Японию (Хиросима) 6 августа 1945 (8:15)[10].
- «Толстяк» (англ. Mk.III «Fat Man») — вторая ядерная бомба, сброшенная на Японию (Нагасаки) 9 августа 1945 г. (11:02)[10].
- РДС-1 («изделие 501») — первая советская ядерная бомба[11].
- Mk.18 («урановая сверхбомба») — самая мощная (500 килотонн) и тяжёлая «классическая» (только на основе реакции ядерного распада) ядерная бомба, доведённая до серийного производства и принятия на вооружение. Аналог термоядерной Mk.17, но в чисто урановом снаряжении.
- РДС-6с («изделие 6») — первая в мире термоядерная авиационная бомба (и первый в мире термоядерный боеприпас вообще)[11].
- Mk.17 — самая мощная (15 мегатонн) и тяжёлая (21000 кг) термоядерная бомба, доведённая до серийного производства и принятия на вооружение.
- АН602 («Царь-бомба», «Кузькина мать», «Иван») — наиболее мощная (58,6 мегатонны) и тяжёлая (масса 26,5 тонн с парашютной системой) бомба в истории человечества[12].
- Blue Danube («Голубой Дунай») — первый ядерный боеприпас, принятый на вооружение британскими Королевскими Воздушными Силами.
- Orange Herald («Оранжевый Вестник») — самый мощный (700 килотонн) испытанный боеприпас, энерговыделение которого обеспечивалось полностью за счёт реакции деления ядер.